# 法蔵寺 (福島県三春町)
法蔵寺（ほうぞうじ）は、福島県田村郡三春町荒町にある時宗の寺院。

## 沿革
鎌倉時代、遊行二祖他阿真教上人の門弟がこの地域の庶民大衆の心の拠りどころとしての念仏の信仰を弘め、布教の拠点として、念佛道場をこの地に設けたのが始まりである。
寺史を概略すると、天明5年（1785年）、町の大火にて寺も類焼。文化5年（1808年）またもや火災にて全焼し、以後約200年間も仮本堂のままであったが、平成に至って再興された。

## 所在地
福島県田村郡三春町字荒町169